# Fläckbröstad myrpitta
Fläckbröstad myrpitta (Cryptopezus nattereri) är en fågel i familjen myrpittor inom ordningen tättingar.

## Utbredning och systematik
Fågeln förekommer i sydöstra Brasilien, nordöstra Argentina (Misiones) och östligaste Paraguay. Den behandlas som monotypisk, det vill säga att den inte delas in i några underarter.

## Status
Arten har ett stort utbredningsområde och beståndet anses vara stabilt. Internationella naturvårdsunionen IUCN listar den därför som livskraftig (LC).